# Rodrigo Pinheiro
Rodrigo Pinheiro né le 28 août 2002 à Guimarães au Portugal, est un footballeur portugais qui évolue au poste d'arrière droit au FC Famalicão.

## Biographie

### En club
Né à Guimarães au Portugal, Rodrigo Pinheiro commence le football avec le club local du Vitória SC avant d'être est formé par le FC Porto. Il fait ses débuts avec l'équipe B le 11 août 2019, lors d'une rencontre de championnat face au SC Covilhã. Il est titularisé lors de ce match perdu par son équipe (2-0 score final).
Le 19 juin 2021, Pinheiro prolonge son contrat avec le FC Porto jusqu'en juin 2024, avec l'objectif de s'imposer durablement dans l'équipe B.
Le 27 juin 2024, Rodrigo Pinheiro rejoint librement le FC Famalicão après son départ du FC Porto. Il signe un contrat de quatre ans, soit jusqu'en juin 2028.

### En sélection
Rodrigo Pinheiro est sélectionné avec l'équipe du Portugal des moins de 18 ans avec un total de six matchs joués en 2019.
Le 15 octobre 2024, Rodrigo Pinheiro joue son premier match avec l'équipe du Portugal espoirs face à Andorre. Il est titularisé au poste d'arrière gauche et son équipe s'impose par deux buts à un.
Pinheiro est appelé avec les espoirs pour participer à l'Euro espoirs en 2025,. Titulaire sous les ordres du sélectionneur Rui Jorge, Pinheiro l'est également durant le tournoi en Slovaquie où il est l'auteur de solides prestations, marquant notamment son premier but avec les espoirs lors de la phase de groupe, contre la Géorgie (victoire 0-4 du Portugal).